# Дорохов, Константин Гаврилович
Константин Гаврилович Дорохов (2 марта 1906, Смоленск — 9 ноября 1960, Москва) — советский художник. Член Союза художников СССР (1933).

## Биография

### Начало творческого пути
Родился в Смоленске в семье фотографа. С 1917 по 1920 год занимался в местной изостудии Пролеткульта у художников Владимира Штраниха, Нила Яблонского и Бориса Рыбченкова. Получил две первые премии на конкурсе плакатов для смоленских «Окон РОСТА». Работал подмастерьем в Государственных свободных художественных мастерских в Смоленске.
Учёбу продолжил в Москве, где поступил Высший художественно-технический институт. Первоначально поступил на полиграфический факультет Павла Павлинова, но с четвёртого курса обучался на живописном у Александра Шевченко и Давида Штеренберга. Окончил вуз в 1930 году. Его дипломной работой стала картина «Судомойки».
С 1930 по 1933 год жил в Донбассе. По итогам поездок по региону сделал свои первые индустриальные пейзажи. В 1931 году был призван на срочную службу в РККА, проходил службу в Пролетарской дивизии. С 1933 года принимал участие в выставках. Работал пионерским вожатым. Являлся членом общества «Друг детей», занимавшейся проблемой беспризорности.
В 1933 году стал членом Союза художников СССР. В это время жил и работал в Москве. Будучи в поездках по стране написал картины «Вузовка», «Парашютистка», «Перед прыжком», (все — 1936), «Ненецкая девушка с книгой», «Балерина И. В. Тихомирова» (обе — 1938) и «Писатель Л. М. Леонов» (1939).
С 1937 по 1941 год являлся преподавателем в самодеятельной художественной студии Всесоюзного центрального совета профессиональных союзов.

### Во время Великой Отечественной войны
С началом Великой Отечественной войны был призван на Черноморский флот в качестве художника при Главном политическом управлении Военно-морского флота. В августе 1941 года вместе с художниками Леонидом Сойфертисом, Фёдором Решетниковым и И. Фирсовым был направлен в редакцию севастопольской газеты «Красный черноморец», где им предписывалось создать образ «героического сопротивления» нацизму. Одновременно с этим являлся специальным корреспондентом газеты «Комсомольская правда».
Созданные в Севастополе 22 работы в сентябре 1942 года экспонировались в Третьяковской галерее на выставке «Великая Отечественная война». За выставку Дорохов получил диплома 2-й степени Комитета по делам искусств. Во время обороны Севастополя (1941—1942) и освобождения Крыма (1944) создал сотни рисунков и этюдов. 
Выполнил ряд станковых картин на тему войны: «Оборона Севастополя (Севастополь в дни осады)» (1941), «Ленинград в дни войны (Оборона Ленинграда)» (1943), «Дунайская флотилия» (1943) . Его кисти принадлежит портреты Павла Горпищенко, Александра Потапова, Евгении Дерюгиной. Публиковал карикатуры в газете «Красный черноморец». Участвовал в работе созданием листовок и плакатов, иллюстрировал книгу «Слава Севастополю» (серия «Боевые подвиги черноморцев», 1942).
За годы войны побывал также на битвах за Одессу, Кавказ, Ленинград, Австрию, Югославию и Венгрию. Капитан административной службы. Награждён орденом Красной Звезды и пятью боевыми медалями.

### Дальнейшая деятельность
После окончания войны работал в изостудиях и школах Москвы. В это время Дорохов писал в различных жанрах (пейзаж, портрет, натюрморт). В его работах отражались как тема войны, так и послевоенные будни. К этому периоду относятся картины «На зиму (Рубка капусты)» (1946), «Подруги», «После работы», «У калитки» (все — 1947), «Перед зеркалом» (1948) и «Они сражались за Родину» (1949).
В 1950-е годы выезжал в колхозы и шахты вместе с агитбригадой. Участвовал в «Окнах сатиры». Читал лекции по искусству. Во время поездок написал картины «Черноморская рыбачка» (1950), «Председательница колхоза» (1951), «Колхозный сторож» (1954), «Шахтёрка» (1955), «Передвижная выставка в шахтерском поселке» (1957), «В рабочей столовой» (1969—1960). Стал автором также и пейзажей «Прибалтика» (1959) и «Суздаль» (1960).
В 1958 году Дорохов побывал в круизной поездке по Европе. Участвовал в выставке советских художников в Пекине.
Скончался 6 ноября 1960 года в Москве. Похоронен на Введенском кладбище. Рядом с ним захоронены жена и сын.

## Память
После смерти Дорохова в 1974 году в издательстве «Советский художник» были опубликованы его воспоминания под названием «Записки художника».
Основная часть его произведений (более 300) находится в Смоленском государственном историческом и архитектурно-художественном музее-заповеднике, куда они были переданы его родственниками. Также его произведения хранятся в фондах Музея-заповедника героической обороны и освобождения Севастополя, Севастопольского художественного музея имени М. П. Крошицкого и Третьяковской галерее.

## Семья
- Супруга — Дорохова Александра Васильевна (1911—1985)[1].
- Сын — художник Дорохов Сергей Константинович (1943—2006)[1].